# ایالت گوک
ایالت گوک (به لاتین: Gok State) یک منطقهٔ مسکونی در سودان جنوبی است که در Cueibet واقع شده‌است. ایالت گوک ۱۷۴٬۴۶۰ نفر جمعیت دارد.